# بوابة النقل
بوابة النقل هي عبارة عن بوابة منطقية تتألف من ترانزستورين Cmos كما هو مبين في الشكل.
عندما تكون s=1عندها تكون f=X وعندما تكون s=0عندها تكون f=Zحيث Z تمثل حالة ممانعة عالية (قاطع مفتوح).
أما الشكل المنطقي لها هو:

## تمثيل دارةأو خاصة(عدم التماثل)عن طريق بوابة النقل
هي بوابة منطقية تمثل بجدول الحقيقة التالي
ولها الشكل المنطقي
أما تمثيلها ببوابة النقل يتم با لشكل التالي

## استخدام بوابة النقل كناخب
النواخب
الناخب هو عبارة عن بوابة منطقية لها ذراع تحكم يقوم باختيار واحد من بين مداخله حيث أنه إذا كانS=0 يختار القيمة الموجودة في X1 وإذا كانS= 1 يختار القيمة الموجودة في X2
كما هو مبين في الشكل

## استخدام بوابة النقل كعنصر للاحتفاظ بالمعلومات
يمكن استخدام بوابة النقل كعنصر للاحتفاظ بالمعلومات كما هو بالشكل
TG1 يستخدم لوصول المعطيات الدخل إلى أخر نقطة في الدارة
في الدارةTG2 يستخدم كقاطع لحلقة تغذية
عكسية لتأكيد حالة الدارة
بوابة النقل تسيطر(تتحكم)عن طريق تحميل الإشارة إذا Load = 1 فإن TG1 (بوابة النقل) تعمل ولها قيمة الدخل Data K يجب أن تكون القيمة المخزنة في الخرج غير ممكنة لمساواة القيمة ل data فلذلك فإن حلقة التغذية العكسية لا تعمل لأن TG2 لا يعمل عند Load=0 فإن TG1 (بوابة النقل) لا تعمل
و TG2 يعمل وال data السابق يحمل على الخرج عن طريق التغذية العكسية وعنصر الذاكرة
سوف يبقى على حالته طالما 0=load